# Maunabo
Maunabo è una città di Porto Rico situata sulla costa sud-orientale dell'isola. L'area comunale confina a nord con Yabucoa e a ovest con Patillas. È bagnata a sud e a est dalle acque del Mar dei Caraibi. Il comune, che fu fondato nel 1799, oggi conta una popolazione di quasi 15 000 abitanti ed è suddiviso in 9 circoscrizioni (barrios).